# Vaiana
Vaiana (oorspronkelijke titel: Moana) is een Amerikaanse 3D-computeranimatiefilm uit 2016, geproduceerd door de Walt Disney Animation Studios en geregisseerd door Ron Clements en John Musker. Het is de 56ste animatiefilm van Disney.
In het najaar van 2020 werd een animatieserie aangekondigd met nieuwe avonturen van Vaiana. Deze serie moet in het jaar 2023 verschijnen op de streamingdienst Disney+.

## Verhaal
De tiener Vaiana, dochter van een opperhoofd gaat op zoek naar de halfgod Maui. Samen met Maui vertrekt ze op een avontuurlijke reis over de oceaan op zoek naar het legendarisch eiland Te Fiti om haar volk van de ondergang te redden.

## Stemverdeling
| Personage                | Engelse stem                          | Nederlandse stem    | Vlaamse stem      |
| ------------------------ | ------------------------------------- | ------------------- | ----------------- |
| Vaiana                   | Auli'i Cravalho                       | Vajèn van den Bosch | Laura Tesoro      |
| Maui                     | Dwayne Johnson                        | René van Kooten     | Sean Dhondt       |
| Oma Tala                 | Rachel House                          | Marjolijn Touw      | Hilde Norga       |
| Chief Tui                | Temuera Morrison Chris Jackson (zang) | Has Drijver         | Ivan Pecnik       |
| Tamatoa                  | Jemaine Clement                       | Kenny B             | Sven Tummeleer    |
| Sina                     | Nicole Scherzinger                    | Renée van Wegberg   | Hilde Weber       |
| Hei Hei                  | Alan Tudyk                            | Alan Tudyk          | Alan Tudyk        |
| Lasalo (bezorgde visser) | Oscar Kightley                        | Michiel Veenstra    | Frank Hoelen      |
| Lekdorpeling             | Troy Polamalu                         | Erik van der Horst  | Ian Thomas Hoelen |
| Boerin                   | Puanani Cravalho                      | Marjolein Algera    | Liesbeth Roose    |
| Kipman                   | Alan Tudyk                            | Jan Nonhof          | Frank Hoelen      |
| Vaiana (peuter)          | Louise Bush                           | Loïs Schoolmeesters | Jik Snoeks        |

De Nederlandse nasynchronisatie is geregisseerd door Stephan Holwerda, de dialoog vertaling door Jan-Willem Verkuyl en de liedjes vertaling door Louis van Beek. De overige Nederlandse stemmen zijn ingesproken: Madelief van Aken, Saar van Aken, Olivier Banga, Sanne Bosman, Alexander de Bruijn, Han van Eijk, Rutger Le Poole, Nine Meijer, Kyana Raine Pacs, Franky Rampen, Adriana Romijn, Jason Runggatscher en Ingrid Simons.

## Productie
De film werd in de VS uitgebracht onder de oorspronkelijke naam Moana, en in de meeste Europese landen onder de naam Vaiana vanwege beschermde merkrechten. In Italië kreeg de film de naam Oceania omdat de naam Moana geassocieerd wordt met de bekende Italiaanse pornoactrice Moana Pozzi.